# Kostka Rubika
Kostka Rubika (węg. Bűvös kocka – „magiczna kostka”) – zabawka logiczna wynaleziona przez Ernő Rubika w 1974 roku, a w 1976 roku skonstruowana i opatentowana w Japonii przez inżyniera Terutoshiego Ishige. Wynalazca kostki Ernő Rubik ułożył ją jako pierwszy, co zajęło mu miesiąc.

## Zasady i mechanika układanki

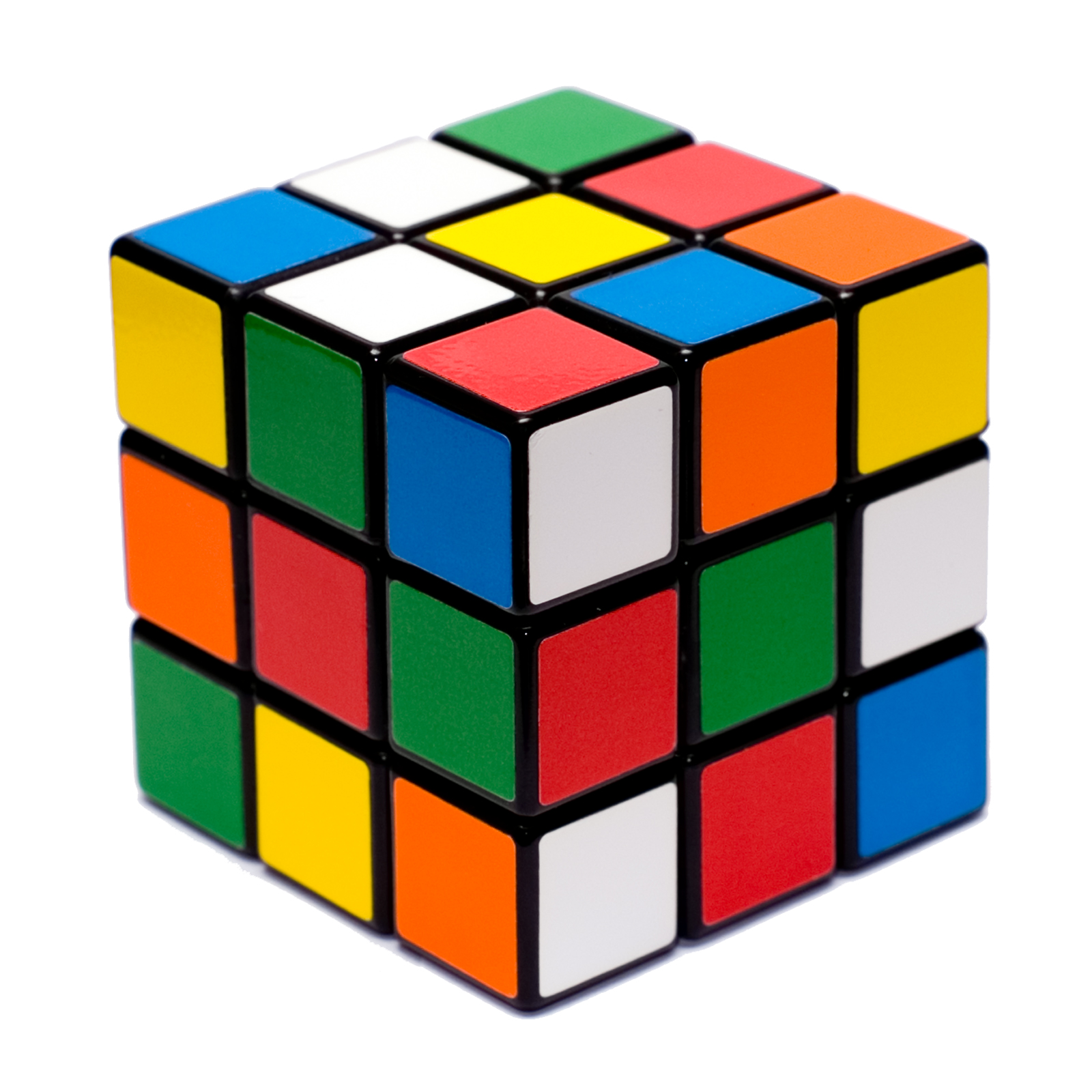
Kostka Rubika

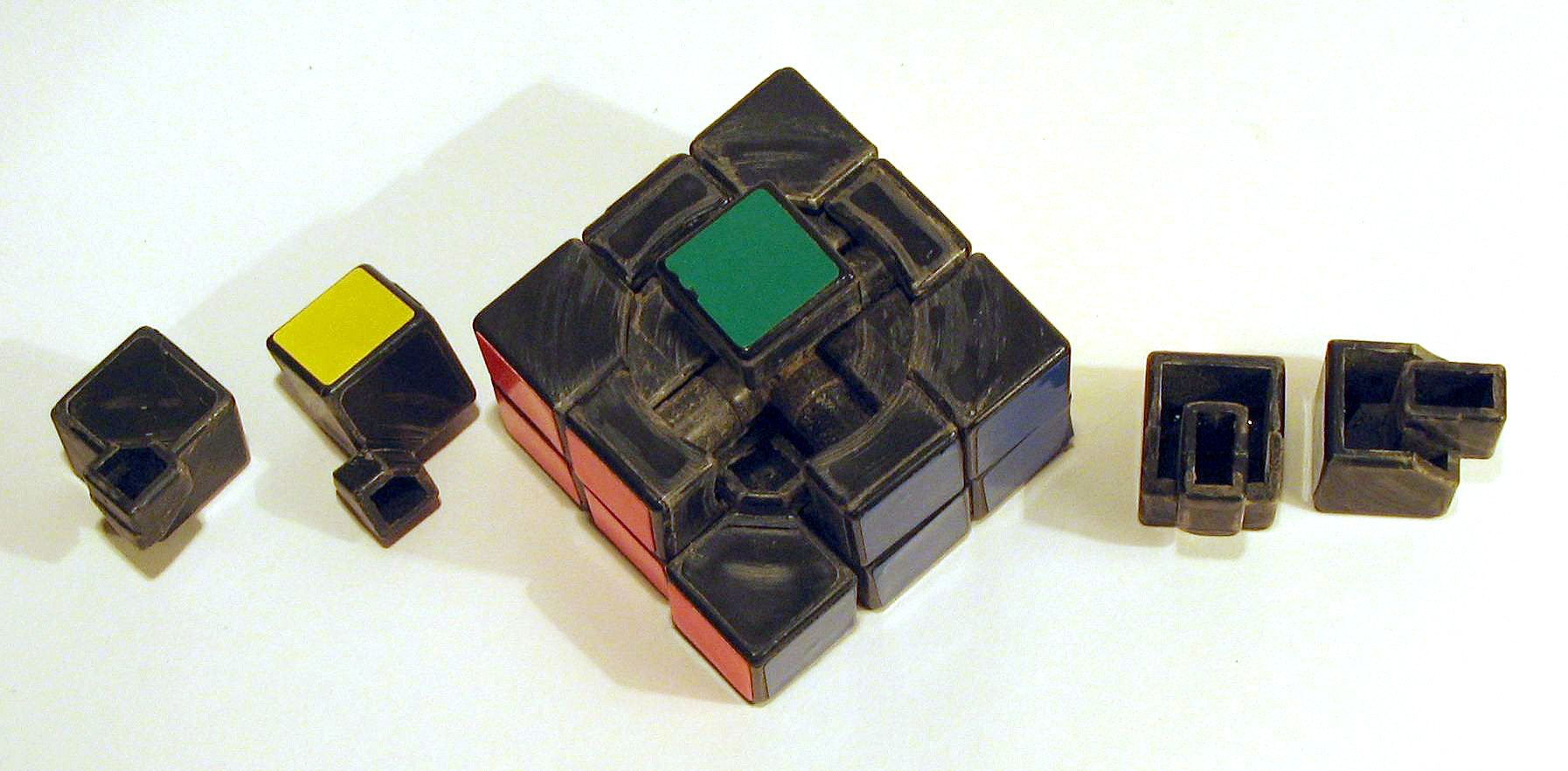
Budowa kostki Rubika

Zabawa kostką polega na takim ułożeniu kwadratów, aby na każdej ścianie wszystkie posiadały jeden kolor. Składa się ona z 26 sześcianów i przegubu umieszczonego w środku. Przegub ten umożliwia każdej z zewnętrznych warstw kostki obrót wokół osi prostopadłej do danej warstwy i przechodzącej przez środek kostki.
Liczba kombinacji różnych ułożeń kostki 3×3×3 wynosi ponad trylionów, tj.
8! ⋅ 37 ⋅ 12! ⋅ 25  = 1 351 625 102 327 808 000  (ponad 1,35 tryliona)
Najpopularniejsze techniki układania Kostki Rubika:
- LBL (metoda dla początkujących),
- Corners First (nie jest najefektywniejszą metodą),
- metoda Fridrich (CFOP),
- metoda Rouxa,
- metoda Petrusa,
- metoda Columns First (zoptymalizowana może być wykorzystywana do osiągania czasów porównywalnych do popularniejszych metod np. Petrus)

Polskie systemy:
- metoda ZB (Zborowski-Bruchem)[5],
- ZZ speedcubing system[potrzebny przypis].

Oprócz tego, istnieją metody pozwalające ułożyć kostkę bez patrzenia. Najczęściej wykorzystywane z nich to:
- Old Pochmann
- M2/R2
- TuRBo
- Beyer-Hardwick 3-style
- 3-cycle orientation-permutation

## Optymalne rozwiązanie
Od początku rozpowszechnienia kostki Rubika zastanawiano się, jaka jest minimalna liczba ruchów potrzebna do rozwiązania każdego ułożenia. Już w 1995 wiedziano, że optymalna liczba zawiera się w przedziale 20-29, czyli istnieje pomieszana kostka, którą da się ułożyć tylko w 20 lub więcej ruchach oraz każdą kostkę da się rozwiązać w 29 ruchach lub mniej. W 2010 zespół matematyków za pomocą serwerów Google udowodnił, że ‘boską’ liczbą dla kostki Rubika jest 20. Oznacza to, że każde ułożenie można rozwiązać maksymalnie w 20 ruchach (choć zazwyczaj wystarczy 15-19 ruchów).

## Największa kostka Rubika
Największą kostką Rubika jest stworzona przez Grégoire Pfennigiego w 2017 r. kostka 33×33.

## Rodzaje kostek
Kostki sześcienne:

- 2×2×2 (Rubik’s Mini Cube)
- 3×3×3 (oryginalna Rubik’s Cube)
- 4×4×4 (Rubik’s Revenge)
- 5×5×5 (Rubik’s Professor Cube)
- 6×6×6
- 7×7×7
- 8×8×8
- 9×9×9
- 10×10×10
- 11×11×11
- 13×13×13
- 17×17×17
- Square-1

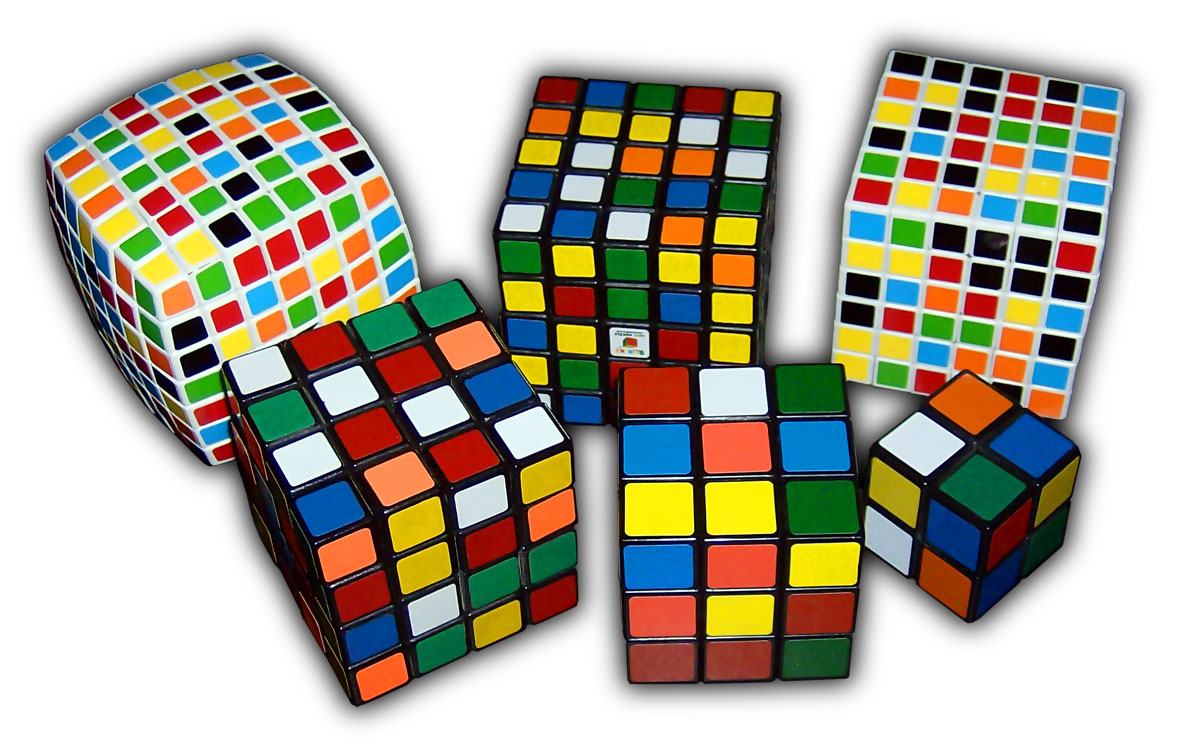
Rodzaje kostek (zgodnie ze wskazówkami zegara od pierwszej w górnym rzędzie): V-Cube 7, Professor’s Cube, V-Cube 6, Pocket Cube, oryginalna kostka Rubika, Rubik’s Revenge

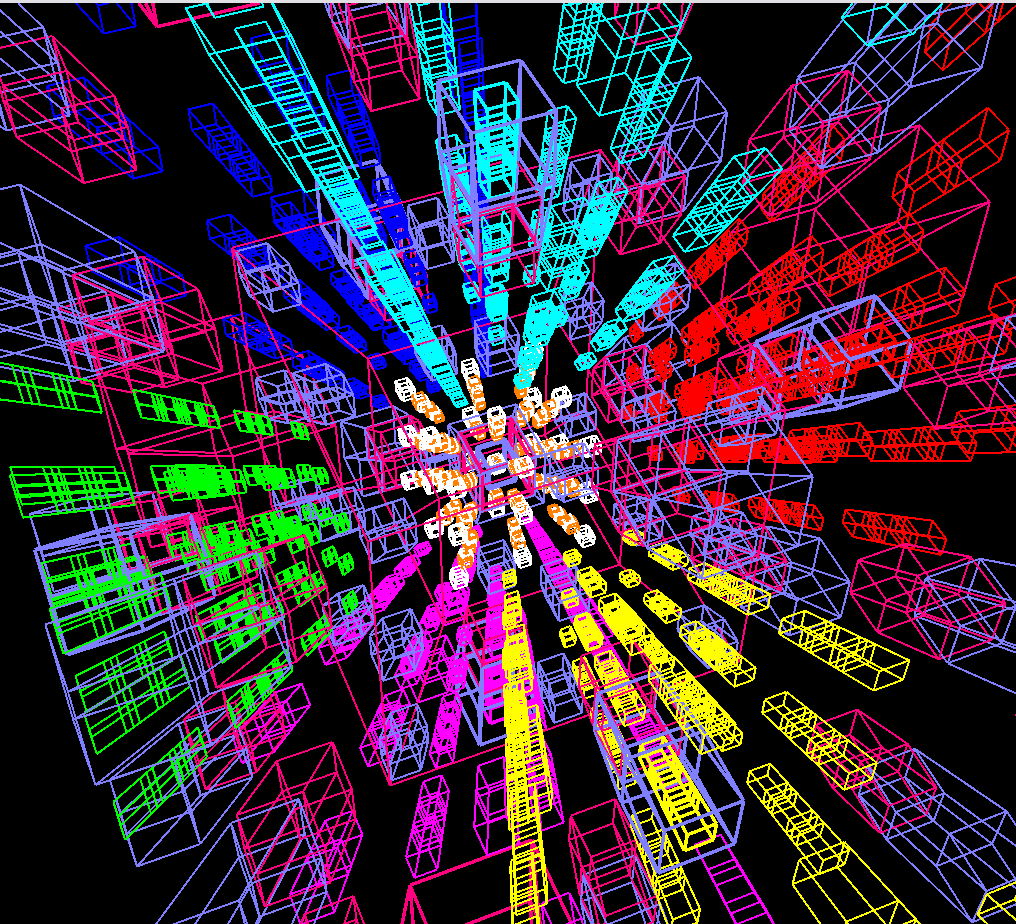
Układanka pięciowymiarowa

Obecny standard kolorów

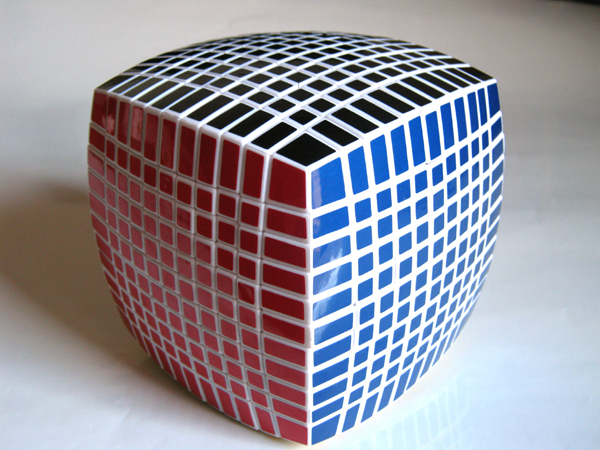
Kostka 11×11×11

- Fisher Cube (łamigłówka skonstruowana przez Tony’ego Fishera)
- Void Cube (kostka 3×3×3 bez elementów centrowych)
- Mirror Cube (kostka, w której każdy element posiada inny kształt)
- Skewb (modyfikacja kostki pyraminx do formatu sześciennego)
- Gear Cube (kostka posiadająca zębatki)

Kostki dwunastościenne:
- Kilominx – najmniejsza z dwunastościanów
- Megaminx
- Starminx
- Gigaminx
- Teraminx
- Petaminx – największa z powszechnie dostępnych dwunastościanów, składa się z 218 elementów, a całkowita liczba kombinacji ułożeń to około 1,95×10160, czyli 19,5 sekswicyliardów

Kostki ośmiościenne:
- Diamond
- Octahedron
- Rubik’s UFO

Kostki czworościenne:
- Pyraminx – łamigłówka w kształcie czworościanu
- Tetraminx – kostka w kształcie czworościanu bez wierzchołków

Kostki o innych kształtach:

- Rubik's Twist – układanka w kształcie węża, z której można ułożyć różne figury 3D i 2D
- Rubik’s Magic – łamigłówka w kształcie prostokątnej płytki
- Clock – łamigłówka z zegarami
- Floppy Cube – kostka 1×3×3.
- 1×2×2
- 1×2×3
- 1×3×3
- 2×2×4
- 2×3×3
- 2×3×4
- 3×3×4
- 3×3×5
- 3×3×6
- 3×3×7
- 3×3×8
- 3×3×9
- 3×4×5
- 4×4×2
- 4×4×5
- 5×5×4
- Pentahedron
- Dino’s cube (kostka z ruchomymi centrami)
- Tower cube 2×2×3

## Oficjalne rekordyWorld Cube Association
Stan na 16 luty 2025 (pojedyncze ułożenia 3x3x3 na 23 kwietnia)

### Kostka Rubika 3×3×3[10]

#### Świat
|  | Mj | Czas   | Imię i nazwisko    | Zawody                        |
|  | -- | ------ | ------------------ | ----------------------------- |
|  | 1  | 3,05 s | Xuanyi Geng        | Shenyang Spring 2025          |
|  | 2  | 3,08 s | Yiheng Wang        | XMUM Cube open 2025           |
|  | 3  | 3,13 s | Max Park           | Pride in Long Beach 2023      |
|  | 4  | 3,24 s | Ruihang Xu         | WCA Asian Championship 2024   |
|  | 5  | 3,44 s | Luke Garrett       | Flag City Summer 2023         |
|  | 6  | 3,46 s | Aaron Huynh        | KCKC 5 Fast and Furious 2024  |
|  | 7  | 3,47 s | Yusheng Du         | Wuhu Open 2018                |
|  | 8  | 3,59 s | Matty Hiroto Inaba | Bay Area Speedcubin' 63 2024  |
|  | 9  | 3,66 s | Tymon Kolasiński   | Flatåsen Open 2024            |
|  | 10 | 3,69 s | Aidan Grainger     | Weston-super-Mare Autumn 2024 |

- Pierwszy zanotowany wynik układania kostki Rubika 3×3×3 z 1980 roku wynosi 54 sekundy[11].
- W 1982 roku zorganizowano pierwsze mistrzostwa, gdzie poprawny układ pól ułożono w 22,95 sekundy[12].
- Pierwsze ułożenie Kostki Rubika w czasie poniżej 10 sekund w historii miało miejsce 5 maja 2007 roku na Spanish Open, a dokonał tego Francuz Thibaut Jacquinot (9,86 s.)[13].

#### Polska
| Mj. | Świat | Czas   | Imię i nazwisko   | Zawody w domu                  |
| --- | ----- | ------ | ----------------- | ------------------------------ |
| 1   | 5     | 3,66 s | Tymon Kolasiński  | Flatåsen Open 2024             |
| 2   | 22    | 3,96s  | Radosław Marcinek | SLS Październik 2023           |
| 3   | 24    | 4,15s  | Oliwier Szupert   | Cube Factory League Rogów 2025 |
| 4   | 62    | 4,59 s | Jakub Kipa        | Polish Championship 2018       |
| 5   | 74    | 4,65 s | Olaf Kuźmiński    | Cube4fun DW Warsaw 2023        |

#### Rekordy ułożenia Kostki 3×3×3 w innych sytuacjach
- Jedną ręką:  Sean Patrick Villanueva – 6,05 s[14]
- Stopami:  Mohammed Aiman Koli – 15,56 s[15]
- Z zawiązanymi oczami:  Tommy Cherry – 12,00 s[16]
- Najmniejszą liczbą ruchów:  Sebastiano Tronto – 16 ruchów[17]

### Kostka 4×4×4[18]
| Mj | Czas    | Imię i nazwisko    | Zawody                           |
| -- | ------- | ------------------ | -------------------------------- |
| 1  | 15,83 s | Max Park           | Nub Open Yucaipa 2024            |
| 2  | 17,13 s | Sebastian Weyer    | French Championship 2023         |
| 3  | 17,83 s | Tymon Kolasiński   | Melbourne Summer 2024            |
| 4  | 17,98 s | Feliks Zemdegs     | Altona Algorithms Attempt 2 2021 |
| 5  | 18,65 s | Matty Hiroto Inaba | Hawaiʻi Big Island Winter 2024   |

### Kostka 5×5×5[19]
| Mj | Czas    | Imię i nazwisko  | Zawody                 |
| -- | ------- | ---------------- | ---------------------- |
| 1  | 32,52 s | Max Park         | DFW Megacomp 2024      |
| 2  | 33,10 s | Seung Hyuk Nahm  | Daegu Cold Winter 2024 |
| 3  | 33,57 s | Tymon Kolasiński | Stevenage April 2024   |
| 4  | 36,41 s | Đỗ Quang Hưng    | Singapore Max 2023     |
| 5  | 36.75 s | Kai-Wen Wang     | Maru Cube Day 2023     |

### Kostka 6×6×6[20]
| Mj | Czas      | Imię i nazwisko  | Zawody                      |
| -- | --------- | ---------------- | --------------------------- |
| 1  | 0:58,03 s | Max Park         | Western Championship 2024   |
| 2  | 1:02,67 s | Seung Hyuk Nahm  | Daegu Cold Winter 2024      |
| 3  | 1:02.87 s | Tymon Kolasiński | Melbourne Summer 2024       |
| 4  | 1:10,58 s | Ciarán Beahan    | WCA World Championship 2023 |
| 5  | 1:10,76 s | János Bereczki   | Arad Cubing 2023            |

### Kostka 7×7×7[21]
| Mj | Czas      | Imię i nazwisko | Zawody                         |
| -- | --------- | --------------- | ------------------------------ |
| 1  | 1:35,68 s | Max Park        | Marshall Cubing September 2022 |
| 2  | 1:41,29 s | Seung Hyuk Nahm | Please Big Cubes Korea 2022    |
| 3  | 1:42,51 s | János Bereczki  | Mysłowice Big Cube Open 2022   |
| 4  | 1:43,49 s | Ciarán Beahan   | Bristol Winter 2024            |
| 5  | 1:45,15 s | Anyu Zhang      | Please Don't Pop Austin 2024   |

### Kostka 2×2×2[22]
| Mj | Czas   | Imię i nazwisko      | Zawody                         |
| -- | ------ | -------------------- | ------------------------------ |
| 1  | 0,43 s | Teodor Zajder        | Warsaw Cube Masters 2023       |
| 2  | 0,44 s | Vako Marchilashvili  | Tbilisi April Open 2024        |
| 3  | 0,47 s | Guanbo Wang (王冠博) | Northside Spring Saturday 2022 |
| 4  | 0,49 s | Maciej Czapiewski    | Grudziądz Open 2016            |
| 5  | 0,50 s | Zayn Khanani         | Babylon Summer 2022            |

## Rekordy maszyn
Notowane są również rekordowe osiągnięcia maszyn w układaniu kostek Rubika. Robot skonstruowany przez niemieckiego inżyniera Alberta Beera ustanowił rekord w układaniu kostki 3×3×3 wynikiem 0,637 sekundy, kostkę 4×4×4 maszyna sterowana przez smartfon Huawei Ascend P6 ułożyła w 1 minutę i 18,68 sekundy. Kostkę 9×9×9 przy sterowaniu Samsungiem Galaxy S3 maszyna ułożyła w 34 minuty i 25,89 sekundy. 3 marca 2017 r. na Youtube został umieszczony filmik przedstawiający robota układającego kostkę 3×3×3 w czasie 0,637 sekundy.

## Znak towarowy
Od 2021 roku SPIN MASTER TOYS UK LIMITED administruje i kontroluje wszelkie międzynarodowe prawa własności intelektualnej związane z Kostką Rubika, w związku z ich sprzedażą przez Rubik’s Brand Limited. W trybie międzynarodowej rejestracji chronione są dwa przestrzenne znaki towarowe przedstawiające Kostkę Rubika. Na terenie Unii Europejskiej zarejestrowane jest 26 wspólnotowych znaków towarowych związanych z Kostką Rubika, w tym m.in. słowne znaki towarowe RUBIK oraz RUBIK’S, a także szereg znaków towarowych przestrzennych. 25 listopada 2014 r. luksemburski Sąd nie zgodził się na unieważnienie przestrzennego wspólnotowego znaku towarowego nr 000162784.
Przed rokiem 2021 prawa własności intelektualnej związane z Kostką Rubika kontrolował Rubik’s Brand Ltd. Niektóre znaki towarowe były też zarejestrowane przez Seven Towns Ltd w imieniu Rubik’s Brand Ltd.
10 listopada 2016 r. Trybunał Sprawiedliwości UE wydał wyrok w sprawie C-30/15 P, w którym uchyla wyrok Sądu Unii Europejskiej z dnia 25 listopada 2014 r. i unieważnił ochronę tego znaku. W Polsce w okresie 1983–1993 prawa do znaku słownego „kostka Rubika” należały do Konsumex Külkereskedelmi Vallalat z Budapesztu, ale po 10 latach od zarejestrowania nie zostały przedłużone i wygasły.